# Szeryf z Randado
Szeryf z Randado (ang. The Law at Randado) – amerykański western z 1989 roku w reżyserii Chrisa McIntyre'a.

## Fabuła
Szeryf John Danaher wyjeżdża z Arizony, aby eskortować niebezpiecznego przestępcę do więzienia. W tym czasie jego obowiązki przejmuje Kirby Frye (Cody Glenn). Gdy przestępcy dowiadują się, że nieugięty stróż prawa opuścił okolicę, czują się bezkarni. Niedoświadczony Frye nie radzi sobie z obowiązkami.

## Obsada
- Glenn Ford jako szeryf John Danaher
- Michael Ansara jako Chuluha
- Michael Forest jako Earl Beaudry
- Russell Todd jako Clay Jordan
- Michael Horse jako Dandy Jim
- Cody Glenn jako Kirby Frye